# Национальный университет физического воспитания и спорта Украины
Национальный университет физического воспитания и спорта Украины (укр. Національний університет фізичного виховання і спорту України) — главное высшее учебное заведение Украины по подготовке кадров в различных видах спорта и повышения квалификации специалистов по физическому воспитанию.
Расположен в Киеве. Комплекс зданий университета расположен рядом со стадионом «Олимпийский».
Количество студентов — около 3000.

## История
Основан в 1930 году в Харькове, тогдашней столице УССР.
В Киев переехал в 1944 году.
В 1998 году университет получил статус национального.
Официальные названия, по году изменения
- 1930 — Государственный институт физической культуры Украины
- 1944 — Киевский государственный институт физической культуры
- 1993 — Украинский государственный университет физического воспитания и спорта
- 1997 — Национальный университет физического воспитания и спорта Украины

Ректорами университета были, по году назнаения:
1. 1930 — Павел Константин Миртович
2. 1931 — Остапенко Семён Васильевич
3. 1932 — Ледовский Алексей Григорович
4. 1936 — Бунчук Михаил Фёдорович
5. 1937 — Свободин Яков Михайлович
6. 1938 — Рутман Григорий Львович
7. 1943 — Романенко Степан Дмитриевич
8. 1945 — Шипуков Владимир Филиппович
9. 1946 — Вржесневский Иван Викторович
10. 1948 — Иванов Сергей Михайлович
11. 1950 — Кульчицкий Александр Петрович
12. 1952 — Шерстюк Николай Васильевич
13. 1956 — Теппер Николай Авксентиевич
14. 1959 — Лапутин Николай Петрович
15. 1972 — Парфёнов Владимир Александрович
16. 1980 — Гуменюк Николай Петрович
17. 1986 — Платонов Владимир Николаевич
18. 2012 — Имас Евгений Викторович

Известные преподаватели: Категория:Преподаватели Национального университета физического воспитания и спорта Украины

## Структура
- Факультеты:
  - Тренерский факультет
  - Факультет спорта и менеджмента
  - Факультет здоровья, физического воспитания и туризма
  - Факультет заочного обучения
- Центр повышения квалификации и последипломного образования
- Олимпийский профессиональный колледж имени Ивана Поддубного